# Rauwerd
Rauwerd (officieel, Fries: Raerd [raart]) is een terpdorp in de gemeente Súdwest-Fryslân, in de Nederlandse provincie Friesland. Rauwerd ligt tussen Leeuwarden en Sneek en meer specifiek tussen Grouw en Oosterwierum. Het riviertje de Moezel loopt tot aan Rauwerd. Ten westen loopt de Sneker Oudvaart waaraan de jachthaven ligt. Oorspronkelijk had het dorp een grotere haven, maar die werd deels gedempt. Ten noorden van Rauwerd loopt de N354. 
In 2023 telde het dorp 630 inwoners. In het postcodegebied van Rauwerd liggen de buurtschappen Bernsterburen en Flansum.

## Geschiedenis
Rauwerd lag oorspronkelijk op een  terp, niet ver van de oever van de Middelzee. De plaats ontwikkelde zich als een terpdorp. De oudste vermelding van de plaats zover bekend is, in 1329 als Rawerd. Het gebied rond Rauwerd werd in de 13e eeuw aangeduid als Rawertham. Het dorp werd in 1401 vermeld als Rawerderhem, in 1427 als Rauwert, in 1491 als Raerd, in 1505 als Rauwerd en in 1579 als Raert. De plaatsnaam verwijst naar een met riet begroeide terp. 
In 11e/12e eeuw werd de terp van het dorp door bedijking opgenomen in de noordelijke Hemdijk.
Tot de gemeentelijke herindeling in 1984 was Rauwerd de hoofdplaats van de voormalige gemeente Rauwerderhem, genoemd naar een van de oude Friese Hempolders van de oude Middelzee. Vanaf 1984 tot 2014 behoorde de plaats tot de gemeente Boornsterhem. In 1989 werd de officiële naam door de gemeente Boornsterhem gewijzigd in het Friestalige Raerd.

## Jongema State
In het dorp stond de Jongema State uit 1525. Het landhuis (stins) is in 1912 afgebroken, maar het terrein is herkenbaar, onder meer doordat het poortgebouw uit 1603 nog wel aanwezig is. Op de locatie van het voormalige landhuis bevindt zich tegenwoordig een park met een boomrijk terrein met stinsenplanten.
Dit park wordt beheerd door It Fryske Gea. Uitgezonderd in het voorjaar is het park (ook wel: Raerder Bosk) vrij toegankelijk voor het publiek. De bevolking van Rauwerd heeft als bijnaam De Raerder Roeken, dit vanwege het groot aantal roekennesten op het terrein van de Jongema State.

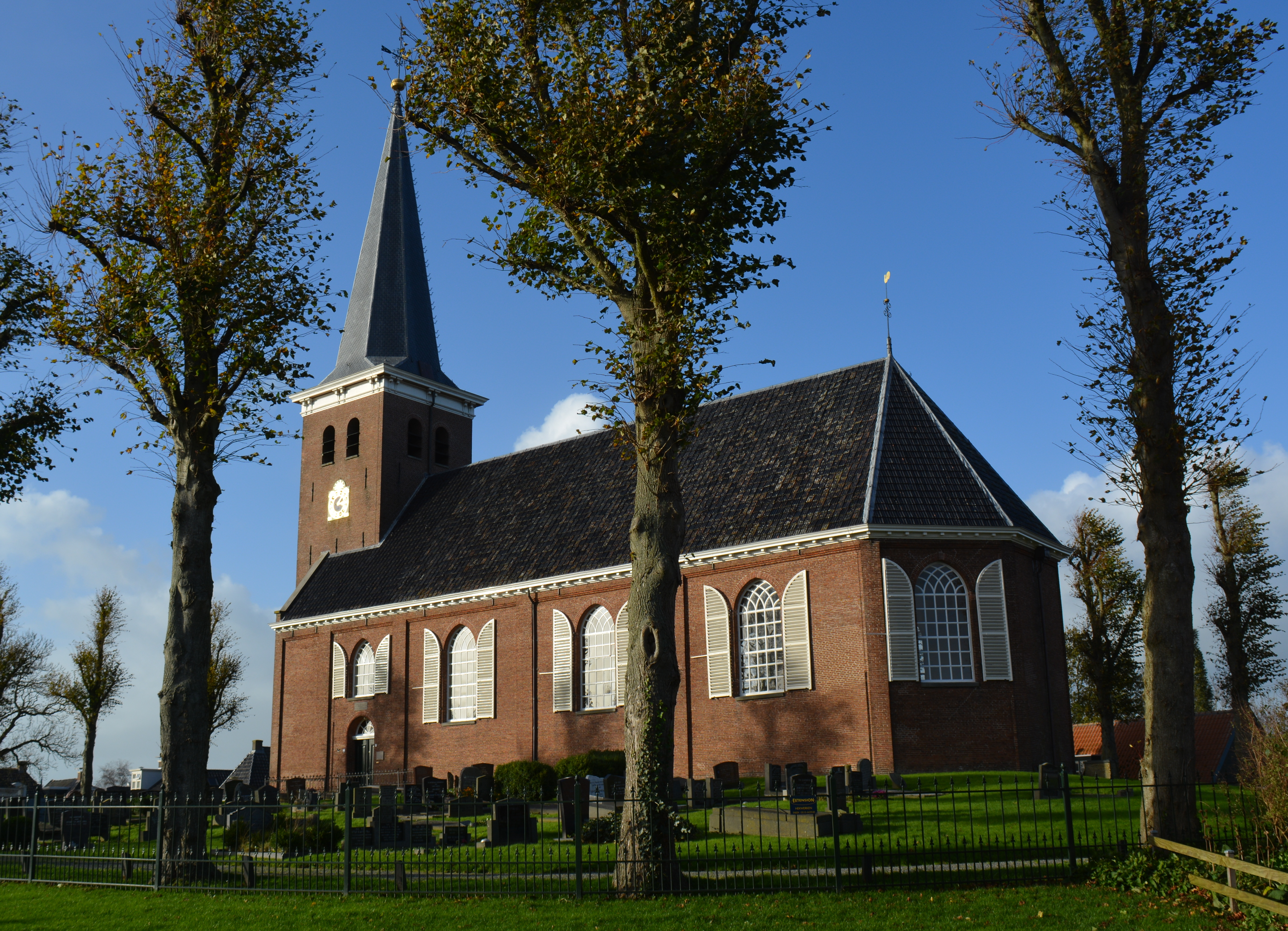
De Laurentiuskerk

## Kerk
De kerk van het dorp is de Laurentiuskerk. De hervormde kerk, die driezijdig gesloten zaalkerk is stamt uit 1814/15. De kerk werd gebouwd als vervanging van een middeleeuwse kerk die gewijd was aan Laurentius.
In de kerktoren hangt een klok van 1762, die was gegoten door Johan Nicolaus Derck. In 2013 werd de restauratie van de kerk en het orgel uit 1816 afgerond.  

## Verzetsmonument

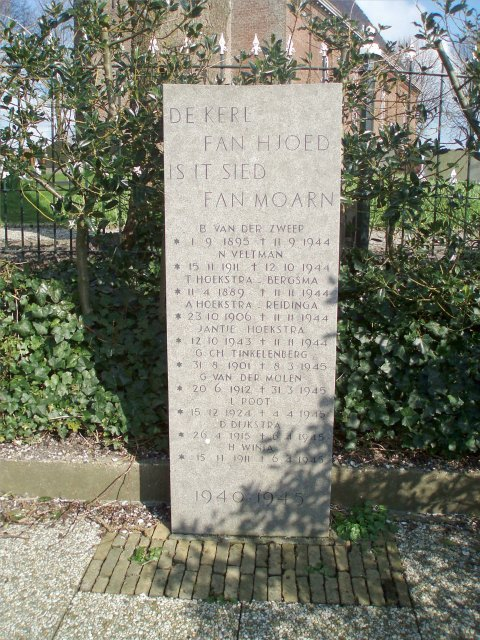
Het verzetsmonument

Bij de kerk is een rechthoekige gedenksteen opgericht ter herinnering aan de in de gemeente Rauwerderhem omgekomen verzetsstrijders tijdens de Tweede Wereldoorlog. Het monument werd onthuld op 4 mei 1957 en bevat de namen van elf omgekomenen.

## Sport
Het dorp is om de 4 jaar start- of finishplaats van de Slachtemarathon, een culturele marathon over de oude Slachtedijk. Deze dijk kronkelt door het Friese landschap tussen Rauwerd en Oosterbierum.
Verder is er in het dorp onder andere een kaatsvereniging Wez-Wis geheten, een tennisclub, badmintonvereniging, ijsclub en de Stichting Skûtsje Raerder Roek.

## Cultuur
Het dorpshuis van het dorp, De Trijesprong, zit in het dorpscafé, dat ook nog steeds als café fungeert. Verder is er in het dorp onder meer een toneelvereniging, Nije Moed en een popkoor Animo.

## Onderwijs
Het dorp heeft een basisschool met de naam It Raerderhiem.

## Bevolkingsontwikkeling
| 1999 | 2002 | 2004 | 2005 | 2006 | 2007 | 2008 | 2009 | 2012 | 2018 | 2019 | 2021 | 2023 |
| ---- | ---- | ---- | ---- | ---- | ---- | ---- | ---- | ---- | ---- | ---- | ---- | ---- |
| 637  | 608  | 588  | 608  | 606  | 614  | 640  | 655  | 628  | 620  | 635  | 660  | 630  |

## Geboren in Rauwerd
- Wieger Hendrikus Idzerda (1816-1881), politicus
- Hendrik Egberts Hoegsma (1850-1932), architect